# Patrice Noukeu
Patrice Noukeu (Douala, 22 november 1982) is een Kameroens voormalig voetballer die tijdens zijn carrière onder meer voor de Belgische clubs Excelsior Moeskroen, KAA Gent en Lommel SK speelde. Hij kwam ook één keer uit voor het Kameroense nationale team.

## Carrière
Noukeu speelde van 2002 tot 2004 voor Verbroedering Geel. Vervolgens kwam hij twee seizoenen uit voor Excelsior Moeskroen om daarna over te stappen naar KAA Gent. Gent leende Noukeu achtereenvolgens uit aan het Griekse Skoda Xanthi (2007), KV Mechelen (2008) en KVSK United (2008-2009). Na een seizoen door Gent aan KVSK United te zijn uitgeleend, tekende hij in juni 2009 een contract voor één seizoen bij de Lommelse club. Nadien kwam hij nog uit voor het Azerbeidzjaanse Kəpəz PFK en voor de Belgische clubs SK Deinze en KFC Izegem. In 2015 zette hij een punt achter zijn carrière.
| seizoen | club                | land        | competitie     | wed. | goals |
| ------- | ------------------- | ----------- | -------------- | ---- | ----- |
| 2003/04 | Verbroedering Geel  | België      | Tweede Klasse  |      |       |
| 2004/05 | Excelsior Moeskroen | België      | Jupiler League | 29   | 4     |
| 2005/06 | Excelsior Moeskroen | België      | Jupiler League | 31   | 4     |
| 2006/07 | KAA Gent            | België      | Jupiler League | 19   | 1     |
| 2007/08 | Skoda Xanthi        | Griekenland | Super League   | 0    | 0     |
| 2007/08 | KV Mechelen         | België      | Jupiler League | 1    | 0     |
| 2008/09 | KVSK United (huur)  | België      | Exqi League    | 24   | 1     |
| 2009/10 | KVSK United         | België      | Exqi League    | 14   | 2     |